# Ángulos opuestos por el vértice

Dos rectas r y s que se cortan en el punto P

En geometría dos ángulos se dicen así nombrados cuando en un ángulo los lados son semirrectas opuestas a los del otro ángulo.
En la figura, los ángulos,a,c y b, d son opuestos por el vértice. Dos ángulos opuestos por el vértice son congruentes o iguales.